# McCall (Idaho)
McCall – miasto w Stanach Zjednoczonych, w stanie Idaho, w hrabstwie Valley.